# Never Again (film 1912 Phillips)
Never Again è un cortometraggio muto del 1912 diretto e interpretato da Edwin R. Phillips.

## Produzione
Il film fu prodotto dalla Vitagraph Company of America.

## Distribuzione
Distribuito dalla General Film Company, il film - un cortometraggio di duecento metri - uscì nelle sale cinematografiche statunitensi il 25 giugno 1912.
Nelle proiezioni, veniva programmato con il sistema dello split reel, accorpato in un'unica bobina con un altro cortometraggio prodotto dalla Vitagraph, il documentario The Carpathia.